# Леоновський (Ульяновська область)
Леоновський (рос. Леоновский) — селище в Тереньгульському районі Ульяновської області Російської Федерації.
Населення становить 22 особи. Входить до складу муніципального утворення Подкуровське сільське поселення.

## Історія
Від 2004 року входить до складу муніципального утворення Подкуровське сільське поселення.

## Населення
| 2010 |
| ---- |
| 22   |